# Кругленькое (Алтайский край)
Кругленькое (нем. Runden) — упразднённое село в Немецком национальном районе Алтайского края. Точная дата ликвидации не установлена, население переселено в село Дегтярка.

## География
Село располагалось в 6 км к востоку от села Дектярка.

## История
Основано в 1907 году, немцами переселенцами из Причерноморья. До 1917 года католическое село Ново-Романовской волости Барнаульского уезда Томской губернии. В 1931 г. организован колхоз «Москва». Жители села переселены на центральную усадьбу в село Дегтярка.

## Население[1]
| год     | 1911 | 1926 |
| ------- | ---- | ---- |
| человек | 238  | 309  |